# Víctor Manuel Liceaga Ruibal
Víctor Manuel Liceaga Ruibal (La Paz, Baja California Sur; 11 de febrero de 1935-San José del Cabo, Baja California Sur; 13 de febrero de 2012) fue un político y abogado mexicano, miembro del Partido Revolucionario Institucional, que fue el tercer gobernador de Baja California Sur de 1987 a 1993. 
En 1976 fue elegido senador suplente por Baja California Sur siendo propietario Marcelo Rubio Ruiz, el senador Rubio Ruiz falleció el 6 de enero de 1977 por lo fue llamado a sustituirlo y asumió el cargo el 20 de septiembre del mismo año, posteriormente fue elegido diputado federal. También se desempeñó como jefe delegacional de Iztapalapa en el distrito federal.
Como candidato a gobernador de Baja California Sur, en la elección de febrero de 1987, resultó ganador con más del 87% de los votos.
Fue Delegado del Comité Ejecutivo Nacional del PRI en más de 10 estados de la República. Se le reconoce porque durante su mandato en Baja California Sur, se inauguraron varios hoteles de gran turismo y desarrollos exclusivos, principalmente en el municipio de Los Cabos, que fomentaron la economía del estado.
Perdió el brazo izquierdo con la hélice de una avioneta en la campaña presidencia de Miguel de la Madrid Hurtado. Estuvo casado con Gloria Alicia Trueba Ochoa, con quien procreó 2 hijos: Gloria y Víctor Manuel.
Durante su cuestionado gobierno dos de sus hermanos fueron detenidos por vínculos con el narcotráfico. Al verificarse el cambio de gobierno el P.R.I. perdió 3 de los 5 municipios del Estado y la mayoría del Congreso del Estado; asimismo, el candidato del P.A.N. a la gubernatura Crisóforo Salido Almada obtuvo un apretado segundo lugar electoral respecto del triunfante candidato oficial en 1993. No se le recuerdan grandes obras ni acciones.